# Джохорський султанат
Джохорський султанат (малай. کسلطانن جوهر; Kesultanan Johor) або Джохорська імперія — держава на Малайському півострові та о.Суматра. Тривалий час боролася з Ачеським султанатом і Португальською імперією. Згодом протистояла Голландській Ост-Індійській компанії та Великій Британії. Занепала 1819 року, остаточно розпалася 1855 року.

## Історія
У 1511 році Малакка, столиця Малаккського султанату була захоплена португальцями. Султан Махмуд-шах втік, після чого здійснив декілька марних спроб відвоювати свою столицю. Змушений був відступити до Пахангу, пізніше він відплив на острів Бінтан, де заснував нову столицю. Війна продовжувалася до 1526 року, коли султан зазнав остаточної поразки й втік до області Кампан на Суматрі. Після його смерті 1528 року син Алауддін Ріайят-шах заснував нову державу Джохор (отримала назву від однойменної річки).
Продовжував боротися із португальцями на півночі. Об'єднавши сили із Перацьким султанатом, де володарював його брат Музаффар-шах, він намагався повернути Малакку, яка на той час була захищена португальським фортом Фамос. Приблизно в той же період Ачеський султанат у північній частині Суматри також почав боротися за контроль над Малаккською протокою.
Султани Джохору сприяли тому, щоб їх столиця Джохор-Ламу (з 1540 року) стала центром мусульманської торгівлі, яка на той час була провідною на островах Зондського архіпелагу. Внаслідок цього посилилося протистояння з Ачеським султанатом, чиї міста також намагалися зайняти колишнє становище Малакки.
Посилення впливу Ачеху спонукало португальців і Джохор підписати перемир'я і розпочати боротьбу з Ачеським султанатом. Втім, після поразки останнього, протистояння Джохорського султанату з португальцями відновилося. За цих обставин у травні та вересні 1606 року султан Алауддін Ріаят-шах III уклав два договори з Голландією. У 1641 році голландські та джохорські війська перемогли португальців й захопили Малакку. Відповідно до домовленостей голландці зайняли місто Малакку та деякі прилеглі поселення. Усі інші португальські володіння в цих землях отримав Джохор. У 1613 і 1615 роках Джохор зазнав нападів Ачеху, але спільно з голландцями завдав тому важких поразок. За цим вдалося підкорити острів Сінгапура та навколишні землі.
Піднесення політичної потуги почалася під час панування султана Абдулу Джаліл-шаха III. Його вплив поширився на Паханг, Сунгей Уджонг, Малакку, Кланг та архіпелаг Ріау. Наприкінці XVI століття вступив у протистояння з Джамбійським султанатом  на Суматрі. Дві держави планували укласти союз шляхом династичного шлюбу між спадкоємцем Джохора — Раджею Мудою — та донькою султана Джамбі. Однак він одружився з донькою джохорського лаксамана (адмірала) Абдул Джаміля, і союз розпався.
У 1666 році між Джохором та Джамбі почалася 13-річна війна. 1673 року столицю Джохора — Бату Савар — було сплюндровано військами, султан Абдул Джаліл-шах III утік у Паханг, де помер через 4 роки. Його наступник Ібрагім-шах використав допомогу бугісів, щоб перемогти Джамбі. Джохор зрештою здобув перемогу в 1679 році, але сам виявився ослабленим, оскільки бугіси відмовилися повертатися на Сулавесі, а вожді мінангкабау на Суматрі також почали збільшувати свій вплив.
1699 року почалося протистояння між старшою (малакка-джохорською) та побічною (бендахара) гілками династії. При цьому бугіси підтримали Абдул Джаліл-шаха IV з династії Бендахара, а мінангкабау — Абдул-Джаліл Рахмат-шаха зі старшої гілки. Протистояння тривало до 1722 року, коли зрештою перемогли Бендахара. При цьому фактичну владу отримали очільники бугісів. Втім до середини XVIII ст. Джохор був домінуючою регіональною державою: підкорялося значна частина Суматри, розширено владу на південь Малаккського півострова.
З 1760-х років все більше посилюється політичний та економічний вплив Голландської Ост-Індської компанії, насамперед у віддалених землях імперії. Значний вплив мали теменґгонги (намісники) Джохора та Муара, область Ріау й острови Лінга контролював чиновник янг-ді пертуан муда. Значний вплив отримав бендахара (візир), що контролював область Паханг.
1818 року Британська Ост-Індська компанія ухвалила рішення створити базу в регіоні. В цей час почалося протистояння між Абдул-Рахман Муаззам-шахом та його братом Ахмад Хусейном Муаззам-шахом. В цю боротьбу втрутилися британці в союзі з Тенґку Абдул-Рахманом, теменґгонгом Сінгапури і Джохора (швагера Ахмад-Хусейна). Британський представник Стемфорд Рафлз 6 лютого 1819 року змусив Абдул-Хусейна погодитися на передачу Британській Ост-Індській компанії о. Сінгапур в обмін на військову допомогу. Зрештою Ахмад-Хусейн повалив Абдул-Рахмана Муаззам-шаха, ставши султаном Джохора. Проте останній закріпив за собою область Ріау і острови Лінгга, поклавши початок розпаду Джохорської імперії. Його статус було визнано у 1822 році. 
За цим послідувало англо-голландське протистояння в регіоні, що ще більше послаблювало рештки Джохора. В цей час теменґгонги Сінгапури і Джохора стали фактично самостійними. 1824 року між Нідерландами і Великою Британією було підписано Лондонську угоду, за якою за останньою визнавався Сінгапур та встановлювалися сфери впливу (британська — на Малаккському півострові, голландська — на Сумарті). Таким чином, без відома султана Ахмад-Хусейна Муаззам-шаха було визначено майбутній поділ султанату Джохор.
1852 року за сприяння бендахари Тенґку Алі вдалося відновити єдність султанату шляхом передачі трону Джохора Махмуд Музаффар-шаху, султану Ріану-Лінгга. Втім 1855 року під тиском британців султанат знову було розділено. 1857 року Алі Іскандара, султана Джохора було повалено бугісами при підтримці голландців.
В результаті Джохорський султанат розпався остаточно: в Ріау-лінгга панували спочатку нащадки Махмуд Музаффар-шаха, потім вожді бугісів; в Пахангу отаборився Тенґку Алі; в Сінгапурі панувати став нащадок Тенґку Абдул-Рахмана — теменґгонг Даенг Ібрагім, що став 1-м султаном нового султанату Джохор; на Суматрі утворився султанат Сіак, де посіла династія раджей з Пагаруюнг (одного з вождіств мінангкабау).

## Територія
Під час свого найвищого піднесення Джохорський султанат володів територією сучасного малазійського штату Джохор, індонезійськими провінціями Ріау і острови Ріау, малаккськими землями від Кланг до територій Лінгі, Танджун Туан, Муар, Бату Пахат, о.Сінгапур та островами Пулау Тінгі, Карімун, Бінтан, Лінга, Бунгаран, Бенкаліс, суматранськими землями Кампар (центр острова) та Сіак (схід острова).

## Устрій
Джохорський султанат продовжив систему управління, яку раніше практикували в Малакці. Найвища влада була в руках султана. Йому допомагав дорадчий орган Меджліс Оранг Кая (Рада багатих людей), до нього входили вищі посадовці бендахара (візир), теменгонг (молодший правитель), лаксамана (адмірал), шахбандар і сері біджа діраджа. З 1722 року бендахара керував Пахангом, а 2 теменгонга керували Сінгапуром і Муаром, янг-ді пертуан муда — володіннями на Суматрі. Останній з часом став головним радником султана.

### Султани

#### Малаккська династія
- Алауддін Ріаят-шах II (1528—1564)
- Музаффар-шах II (1564—1570)
- Абдул Джаліл-шах I (1570—1571)
- Абдул Джаліл-шах II (1571—1597)
- Алауддін Ріаят-шах III (1597—1615)
- Абдулла Маят-шах (1615—1623)
- Абдул Джаліл-шах III (1623—1677)
- Ібрагім-шах (1677—1685)
- Махмуд-шах II (1685—1699)

#### династія Бендахара
- Абдул Джаліл-шах IV (1699—1720)

#### Малаккська династія
- Абдул-Джаліл Рахмат-шах (1718—1722)

#### династія Бендахара
- Сулейман Бадрул Алам-шах (1722—1760)
- Абдул Джаліл Муаззам-шах (1760—1761)
- Ахмад Ріаят-шах (1761)
- Махмуд-шах III (1761—1812)
- Абдул Рахман Муаззам-шах (1812—1819)
- Хусейн Муаззам-шах (1819—1835)
- Алі Іскандар Муаззам-шах (1835—1857)

## Економіка
Основу становили торгівля, також було розвинено вирощування рису, рибальство, добування корисних копалень. Політика голландців у Малакці сприяла збільшенню кількості торговців у Ріау, порту, який контролював Джохор. Масштаби торгівлі там набагато перевершували в Малакці. Голландська Ост-Індська компанія була незадоволена цим, але продовжувала підтримувати альянс, тому що стабільність Джохора була важливою для торгівлі в регіоні. Султани надавали можливості, необхідні торговцям, завдяки чому торгівля квітла. Кораблі прибували з усієї Південно-Східної Азії — Камбоджі, Сіаму, В'єтнаму та Малайського архіпелагу. Залучений до торгівлі був і Китай. Основним товаром у Ріау були спеції. Мита були низькими, і вантажі можна було легко вивантажувати чи зберігати. Купцям не треба було брати позики, щоби налагодити торгівлю. Власне Джохор експортував ліс, рибу, олово, перець, листя та зерна рослини гамбір (для медицини).

## Культура
Ріау був регіональним мусульманським духовним і науковим центром. Багато вчених із Північної Індії та Аравійського півострова селилися в спеціальних релігійних гуртожитках, прихильники суфізму розташувалися в одному з численних таріків (суфійських братств).